# Гумна
Гумна (пол. Gumna) — село в Польщі, у гміні Дембовець Цешинського повіту Сілезького воєводства.
Населення — 450 осіб (2011).
У 1975-1998 роках село належало до Бельського воєводства.

## Демографія
Демографічна структура станом на 31 березня 2011 року:
|          | Загалом | Допрацездатний вік | Працездатний вік | Постпрацездатний вік |
| -------- | ------- | ------------------ | ---------------- | -------------------- |
| Чоловіки | 233     | 52                 | 158              | 23                   |
| Жінки    | 217     | 32                 | 138              | 47                   |
| Разом    | 450     | 84                 | 296              | 70                   |